# Baiounitai

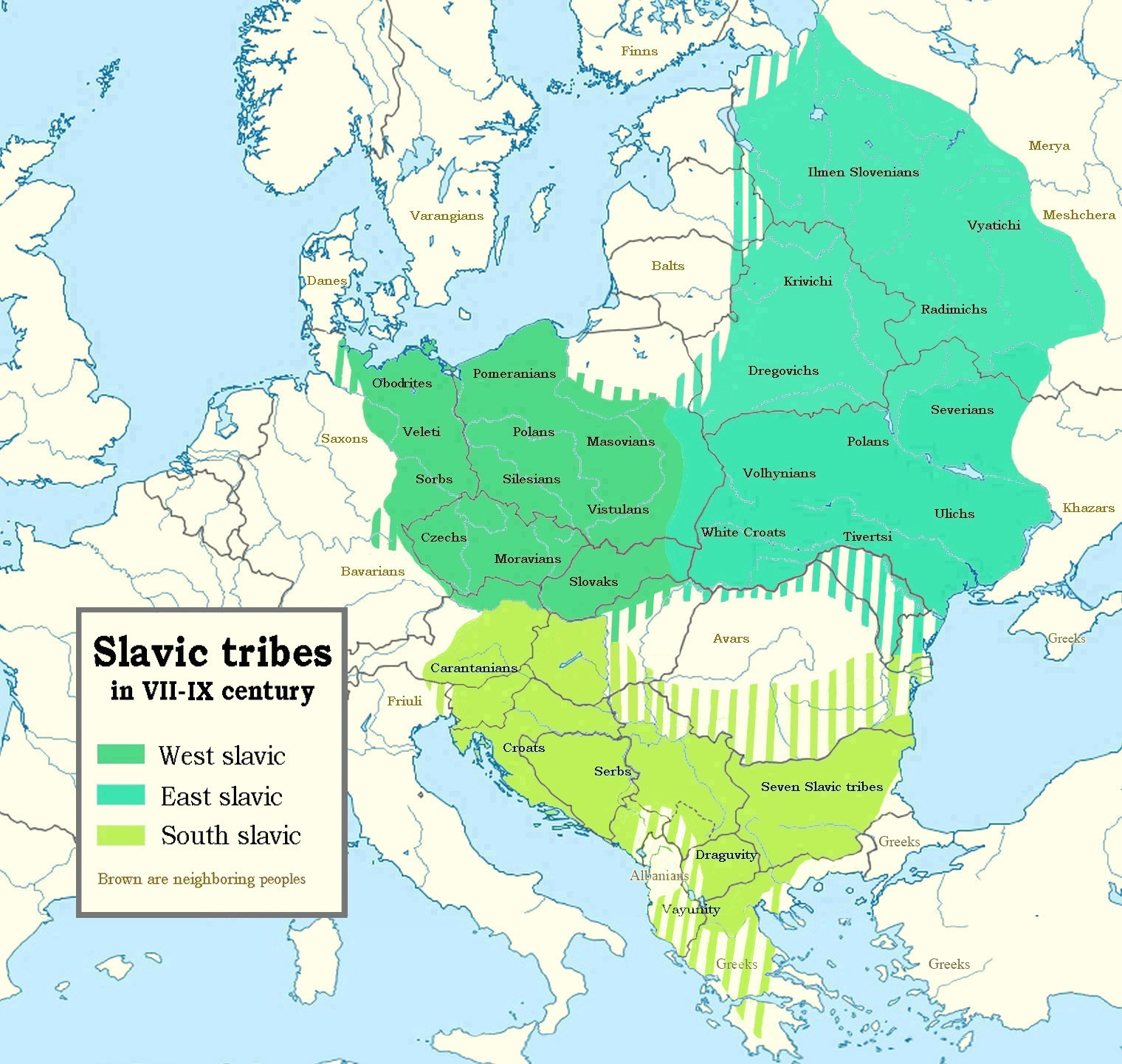
Les tribus slaves au début du Moyen Âge, parmi lesquelles les Vayounites mentionnés en Épire.

Les Baiounitai (en grec : Βαϊουνίται) ou Vayounites (en macédonien : Вајунити; en bulgare : Ваюнити ; en serbe en écriture cyrillique : Вајонити, војници) étaient un peuple sklavène (slave méridional) qui s’établit en Macédoine puis en Épire à la fin du VIe siècle.

## Transcription et étymologie
Le nom grec peut aussi se transcrire Baiounitae. On trouve aussi « Bayounètes » , « Vaïounites » (en anglais Vajunites et Vajunits). Dans les langues slaves méridionales, le nom est rendu par Вајунити translittéré Vajuniti. Il est possible que le nom trouve son origine dans le mot slave vojniki (« guerriers »),. Quelques auteurs ont voulu identifier Baiounitai (Vajuni) et Babuni, mais cette théorie ne fait pas l’unanimité .

## Arrivée
À partir de leur région d’origine la Polésie, les Slaves se divisent en trois groupes : vers l’Ouest, les Abodrites, Poles, Poméranes, Carantanes, Croates, Sorabes, Moraves et autres Blatènes s’installent en Europe centrale ; vers l’Est, d’autres Croates et les Antes peuplent la Volhynie, la Podolie, les bassins du Dniepr et du Donets en Europe orientale ; vers le Sud, en Europe du Sud-Est, les Sklavènes arrivent d’abord dans le bassin du moyen et du bas-Danube et de là, entrent dans l’empire romain d’Orient (byzantin) en connexion avec les Avars sous le règne, de 518 à 527, de l’empereur Justin Ier, puis s’y installent de plus en plus nombreux tout au long du VIe siècle. Les Vayounites s’établissent dans la région de Salonique, la deuxième ville en importance de l’Empire byzantin. Ils sont mentionnés dans « Les Miracles de Saint Dimitri », compilation d’homélies du VIIe siècle relatant comment le saint avait protégé la ville contre les envahisseurs,. Le territoire qu’ils occupent alors se trouve principalement dans la plaine de l’Axios à l’ouest de Salonique et forme une « sklavinie » : duché slave autonome gouverné par un knèze, .
Au début du VIIe siècle, vers 614-616, les Vayounites et d’autres tribus slaves des environs assiègent Salonique sous la conduite d’un chef nommé Chatzon. Ils campent avec leurs familles devant les murs de la ville et lancent même une attaque par la mer. Selon les sources byzantines, l’attaque échoua grâce à l’intervention de saint Demetrios qui aurait levé une tempête ravageant les tentes et coulant les embarcations des assiégeants,. Peu après, on permit à Chatzon d’entrer dans la cité pour négocier. Mais la foule ameutée par les mères des personnes tuées durant le siège réussit à s’emparer de lui et le massacre en dépit des tentatives des dirigeants de la cité pour le protéger,. Les Slaves demandent alors l’aide des Avars, ce qui prolongea le siège d’un mois en 617 ou 618,,. Mais Salonique resta imprenable, Avars et Slaves durent se retirer et les Vayounites, selon les sources grecques, partirent vers l’Épire où ils s’établirent dans une région située entre Ioannina en Grèce et Himara dans l’Albanie moderne.

## Suites
La région de Thesprotie, aujourd’hui nome de la périphérie d’Épire en Grèce, était aussi connue jusqu’en 1270 sous le nom de « Vagénétie », qui serait un souvenir des Vayounites,. On a trouvé deux sceaux d’archontes byzantins portant le nom Βαγενέτια : l’un du spathaire Theodoros datant du VIIe siècle ou du VIIIe siècle, l’autre du protospathaire Hilarion datant de la fin du IXe siècle ou du début du Xe siècle. Des toponymes comme Viyanite ou Viyantije mentionné au XVIe siècle ont évolué en albanais en Delvinë qui devint par la suite le nom officiel du sandjak ottoman de Delvina. Le nom albanais Vjosa de la rivière Aoos est peut-être aussi lié aux Vayounites, finalement intégrés aux populations albanaises et grecques locales.